# Zito (Fußballspieler)
José Ely de Miranda, besser bekannt unter seinem Spitznamen Zito, (* 8. August 1932 in Roseira, São Paulo; † 14. Juni 2015 in Santos) war ein brasilianischer Fußballspieler und Manager des Santos FC. Mit der brasilianischen Nationalmannschaft wurde er 1958 und 1962 Weltmeister. Zudem war der defensive Mittelfeldspieler Spielführer der Mannschaft von Santos, die zu Anfang der 1960er Jahre die Stadien der Welt dominierte.

## Leben
Zito (eine Kurzform von José) wurde 1932 in Roseira, einem kleinen Ort im Tal des Rio Paraíba do Sul im Osten des Bundesstaates São Paulo als Sohn eines Ladenbesitzers geboren. Im Rahmen seiner Ausbildung zog es den 16-jährigen Zito ins benachbarte Taubaté, wo er sich dem örtlichen Fußballverein anschloss. Er beeindruckte bei dem Amateurverein EC Taubaté und hatte bereits ein Angebot vom Hauptstadtklub SE Palmeiras, folgte 1952 aber einem besser dotierten Angebot des Santos FC, Staatsmeister von São Paulo von 1935, in die Hafenstadt. Dort fühlte er sich bald so sehr zu Hause, dass er noch im Februar 1953 selbst zum Vereinsmitglied wurde.

### Erste Erfolge in Santos
Ebensobald machte er sich als zentraler Defensivspieler im Mittelfeld unersetzlich. Dort kontrollierte er das Spiel und das Tempo der Mannschaft und wurde zum verlängerten Arm des Trainers Lula auf dem Platz. 1955 und 1956 gewann Santos die Staatsmeisterschaft von São Paulo und Zito damit seine ersten Titel. Zudem debütierte Zito noch im November 1955 im Estádio do Pacaembu von São Paulo gegen Paraguay als Wechselspieler in der Nationalmannschaft. Im Januar 1956 kam er unter Trainer Osvaldo Brandão auch in einem Spiel der Copa América 1956 in Uruguay zum Einsatz, wo Brasilien aber nur enttäuschend Vierter wurde. Dieser berief ihn auch zur Copa América 1957 in Peru, wo Brasilien diesmal Zweiter wurde. Zito kam aber hier nur zu einem Einsatz als Wechselspieler.

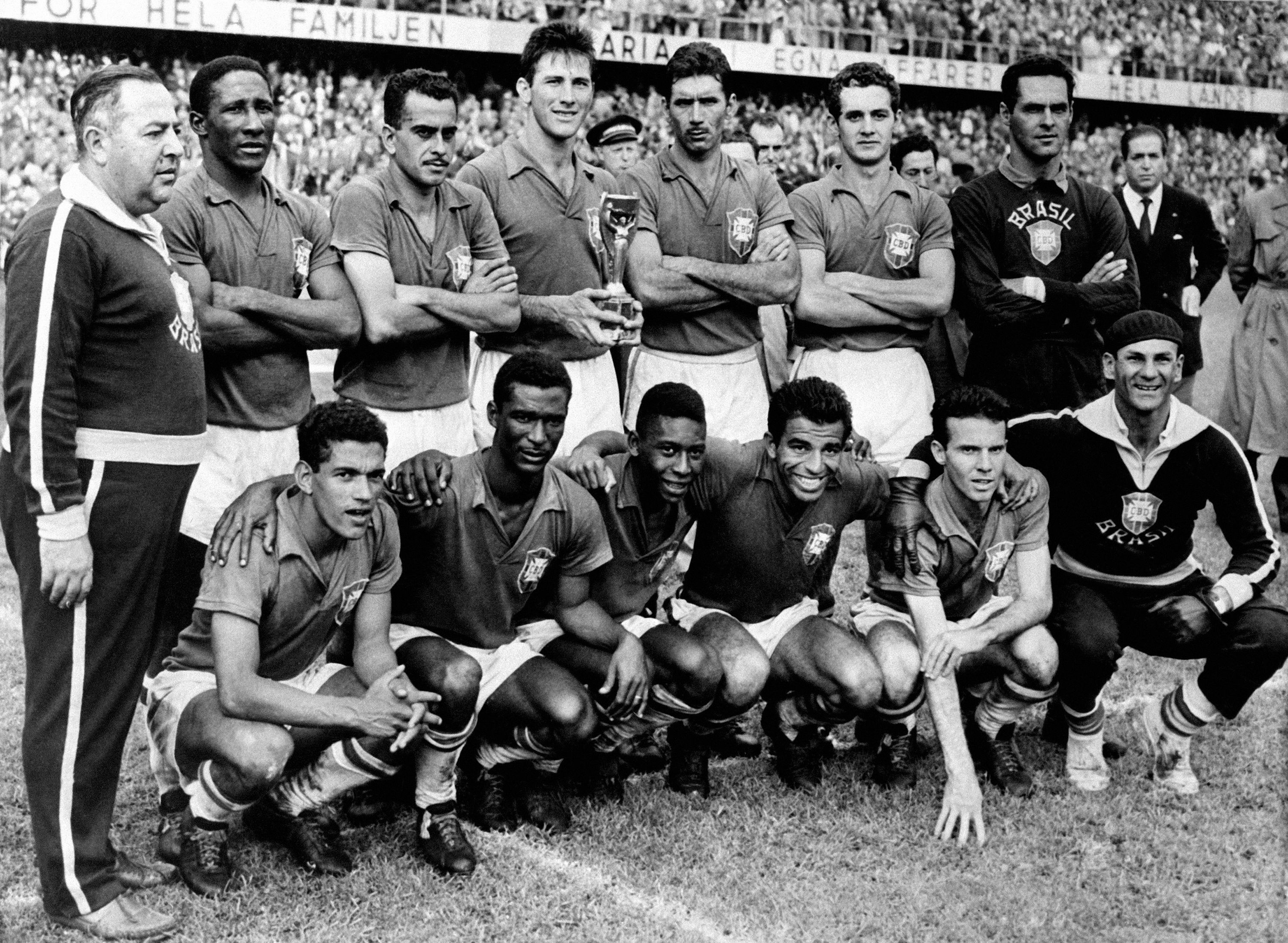
Brasilien 1958: Vicente Feola (Trainer), Djalma Santos, Zito, Bellini, Nilton Santos, Orlando, Gilmar - Garrincha, Didi, Pelé, Vava, Zagallo.

Unter dem neuen Nationaltrainer Vicente Feola wurde Zito auch in den Kader für die Fußball-Weltmeisterschaft 1958 in Schweden aufgenommen, wo er erst im dritten, für das Weiterkommen entscheidenden Gruppenspiel gegen die punktgleiche zu den Favoriten gehörende Sowjetunion mit dem berühmten Torhüter Lew Jaschin zum Einsatz kam. Bis zum Finale – auf dem Weg dorthin eliminierte die Seleção noch Wales, das ohne deren verletzten Star John Charles antreten musste, und Frankreich mit dem seinerzeitigen Wunderstürmer Just Fontaine – blieb Zito in der Mannschaft. Dort holte sich Brasilien mit unvergesslichen Spielern wie Garrincha, Djalma und Nílton Santos, Didi, Vavá und dem neuen Star Pelé auf ebenso unvergessliche Art und Weise mit einem 5:2-Sieg gegen Gastgeber Schweden zum ersten Mal den Weltmeistertitel.
Ende des Jahres gewann er mit Santos erneut die Staatsmeisterschaft, wobei Pelé mit 58 Toren in 38 Spielen einen ewigen Rekord aufstellte, und 1959 auch noch das damals, in Ermangelung eines nationalen Fußballwettbewerbes, höchst wertvolle Torneio Rio-São Paulo mit den besten Mannschaften der beiden Staaten. Er war auch Stammspieler bei der Copa América 1959 in Argentinien, wo Brasilien hinter den Gastgebern Zweiter wurde. Bis zum Ende des Jahres drang der Santos FC auch in das Finale des ersten nationalen Wettbewerbes von Brasilien, der Taça Brasil, dem Brasilien Pokal, vor. Bei den Finalspielen im Dezember gegen EC Bahia gewannen beide Vereine jeweils einmal und Bahia gewann das erst im März 1960 im Maracanã von Rio de Janeiro ausgetragene Entscheidungsspiel mit 3:1.
Auf der anderen Seite gewann Santos 1960 erneut die Staatsmeisterschaft. 1961 gewann der Santos FC unter dem mittlerweile mit dem Spitznamen Gerentor („Manager“) ausgestatteten Spielführer Zito, der oft mit klugen Pässen die Stürmer Pelé und Coutinho in Szene zu setzen wusste, im dritten Anlauf auch zum ersten Mal die Taça Brasil und revanchierte sich nach einem 1:1 im Hinspiel mit 5:1 gegen EC Bahia. Damit qualifizierten sich die Fische, wie die Fußballer von Santos auch genannt werden, für die Copa Libertadores 1962.

### Titelflut 1962 und 1963
Dort drang Santos ins Finale gegen den uruguayischen Titelverteidiger CA Peñarol vor. In Montevideo siegten Brasilianer durch zwei Tore von Coutinho mit 2:1. Die ecuadorianische Stürmerlegende Alberto Spencer traf für die Uruguayer. Der traf auch zweimal in Santos, wo Peñarol mit einem 3:2-Sieg den Spieß umdrehen konnte. Im fälligen Entscheidungsspiel in der argentinischen Hauptstadt Buenos Aires war Santos aber zu stark für die Uruguayer, siegte mit zwei Toren von Pelé mit 3:0 und holte sich damit den ersten internationalen Titel der Vereinsgeschichte. Im September und Oktober fanden schließlich die Endspiele im Weltpokal gegen den Sieger im Europapokal der Landesmeister Benfica Lissabon statt. Nachdem Santos beim im Maracanã von Rio ausgetragenen Hinspiel mit 3:2 vorlegte, hatten die Portugiesen um Stars wie Eusébio und Mário Coluna auch im Rückspiel keine Chance und gingen in Lissabon mit 2:5 unter. Bis fünf Minuten vor Schluss lagen die Fische gar mit 5:0 vorne.
Im April des Jahres hatte Santos bereits die Taça Brasil verteidigt und im Dezember folgte auf nationaler Ebene der dritte Erfolg in Serie bei der Staatsmeisterschaft. Damit gewann der Santos FC alle vier Wettbewerbe, bei denen er angetreten war; beim Rio-São Paulo, das bereits zusehends an Bedeutung verloren hatte, traten die Fische nicht an.
Doch Zito durfte schon Mitte des Jahres einen anderen noch größeren Erfolg feiern: den Weltmeistertitel von 1962. Beim Turnier in Chile gehörte er zur Stammformation Brasiliens und nahm an allen Spielen teil. Im Finale ging die Tschechoslowakei nach 15 Minuten durch Josef Masopust, in jenem Jahr Fußballer des Jahres von Europa, in Führung, doch Amarildo, der den früh im Turnierverlauf verletzten Pelé ersetzte, glich bereits zwei Minuten später aus. Es dauerte bis zur 69. Minute, ehe Zito nach einer Hereingabe von Amarildo per Kopf die Brasilianer auf die Siegesstraße brachte. Zwölf Minuten vor Ende erhöhte Vavá auf 3:1 und sicherte Brasilien damit die Titelverteidigung, in der Geschichte der Fußballweltmeisterschaft die zweite und bislang letzte.
1963 wurde erneut ein Jahr der Triumphe für den Santos FC. Bereits im März holte sich der Klub den Sieg im Rio-São Paulo und auch den dritten Sieg bei der Taça Brasil in Serie. Erneut traf Santos hier im Finale auf den EC Bahia, siegte aber diesmal klar mit 6:0 und 2:0. Bei den Finalspielen der Copa Libertadores 1963 im September besiegte Santos den argentinischen Meister Boca Juniors mit 3:2 und 2:1 und konnte somit den Erfolg vom Vorjahr wiederholen. Im Oktober war diesmal der AC Mailand der europäische Vertreter. Dies traten unter anderem mit den brasilianischen Weltmeistern von 1958 und 1962 José Altafini und Amarildo sowie Gianni Rivera als Mittelfelddirigenten an und gewannen zu Hause in einem Spiel, das als Batalha de Milão („Schlacht von Mailand“) berüchtigt wurde, mit 4:2. Im Rückspiel im November vor 150.000 Zuschauern im Maracanã von Rio gewann diesmal Santos ohne die im Hinspiel verletzten Zito, Calvet und dem zweifachen Torschützen Pele angetretenen Fische mit 4:2. Im erneut hart geführten Entscheidungsspiel zwei Tage später an gleicher Stelle gewann das immer noch ersatzgeschwächte Santos durch ein Elfmetertor mit 1:0. Der Santos-Verteidiger Ismael sowie der Italiener Cesare Maldini, Vater von Paolo Maldini, wurden des Feldes verwiesen. Bei erneut vier Titeln fiel das relativ schlechte Abschneiden bei der Staatsmeisterschaft – abgeschlagener Dritter – nicht schwer ins Gewicht.
1964 schied Santos bei der Libertadores gegen den Sieger, den Bonarenser Vorstadtklub CA Independiente mit zwei Niederlagen im Halbfinale aus. National konnte aber erstmals die Troika von Taça Brasil, dem Torneio Rio-São Paulo und der Staatsmeisterschaft errungen werden. Auch 1965 kam die mittlerweile etwas in die Jahre gekommene Mannschaft in der Libertadores nicht über das Halbfinale hinaus, wo diesmal Peñarol in der Verlängerung des Entscheidungsspieles die Oberhand behielt. National besiegten die Fische CR Vasco da Gama im Finale der Taça Brasil mit 5:1 und 1:0 und holten sich damit den Titel fünfmal hintereinander.
1966 folgte noch einmal ein Gewinn des Rio-São Paulo und Zito wurde in das Aufgebot der Nationalmannschaft für die Fußball-Weltmeisterschaft in England berufen. Im Juni bestritt Zito beim 1:1-Unentschieden im Vorbereitungsspiel gegen Schottland sein 40. und letztes Länderspiel. Brasilien schied bei der Weltmeisterschaft bereits in der Vorrunde aus und Zito kam nicht zum Einsatz. 1967 gewann er noch seine insgesamt neunte Staatsmeisterschaft von São Paulo und er beendete damit seine Spielerlaufbahn. In seinen 15 Jahren beim Verein gewann er mit dem Klub insgesamt 22 Titel. Bei Santos erbte sein Trikot mit der Nummer 5 Clodoaldo, der 1970 in Mexiko mit Brasilien Weltmeister wurde.

### Fußballdirektor bei Santos
In späteren Jahren wurde er zum Fußball-Direktor beim Santos FC ernannt, eine Position, die er bis Dezember 2009 innehatte. In diese Zeit fielen auch die Meisterschaften von Santos in den Jahren 2002 und 2004 – die ersten nationalen Titel des Klubs seit 1965 – sowie die Staatsmeisterschaften von 2006 und 2007. Stars wie Robinho und der zwischenzeitliche Bremer Diego und später Neymar kamen in jener Zeit beim Verein heraus.
Heute ist das Stadion seines Heimatortes Roseira nach ihm benannt und anlässlich der Panamerikanischen Spiele in Rio de Janeiro 2007 hatte er die Ehre erster Fackelträger in Santos zu sein. Zudem ist seit 1994 ein angesehenes Amateurfußball-Turnier, die Copa Zito, nach ihm benannt.
Er bekam drei Töchter und einen Sohn José Ely, der dieser Tage ebenfalls beim Santos FC engagiert ist.

## Erfolge
- Fußball-Weltmeisterschaft: 1958, 1962

- Weltpokal: 1962, 1963
- Copa Libertadores: 1962, 1963

- Taça Brasil: 1961, 1962, 1963, 1964, 1965
- Torneio Rio-São Paulo: 1959, 1963, 1964, 1966
- Staatsmeisterschaft von São Paulo: 1955, 1956, 1958, 1960, 1961, 1962, 1964, 1965, 1967